# Косгроув, Хейзел, леди Косгроув
Хейзел Жозефина Косгроув, Леди Косгроув, CBE (урожденная Аронсон; род. 12 января 1946, Глазго) — шотландский юрист и судья, занимавшая пост сенатора Коллегии юстиции с 1996 по 2006 год. Она стала первой женщиной, назначенной в Коллегию юстиции.
В 1996 году в Коллегии юстиции появилась вакансия, и премьер-министр Джон Мейджор предложил Косгроув на должность сенатора. Её назначение состоялось 12 июля 1996 года, и таким образом она стала первой женщиной, занявшей пост сенатора коллегии, и использовала титул «Леди Косгроув». За время судейского карьеры в Коллегии юстиции Леди Косгроув внесла существенный вклад в изменения законодательства о насилии в Шотландии в 2002 году, будучи одной из семи судей, принимавших участие в этом процессе.
С 1997 по 2006 год Леди Косгроув занимала должность заместителя председателя Пограничной Комиссии Шотландии, которая регулирует пересмотр избирательных округов парламента в Шотландии. Члены комиссии ведут независимую и беспристрастную работу, используя свои аналитические навыки и знания о политической, географической и социо-экономической обстановке в Шотландии для определения границ избирательных округов.
В 2003 году Леди Косгроув стала первой женщиной, назначенной на пост во Внутреннюю Палату Сессионного суда, где прослужила до выхода на пенсию в 2006 году. Внутренняя Палата — старшая часть Верховного гражданского суда в Шотландии и служит судом апелляции и первой инстанции. Судьи Внутренней Палаты стилизуются как Сенаторы Коллегии юстиции или Лорды Совета и Сессии.
Леди Косгроув была удостоена Ордена Британской империи (CBE) за свой выдающийся вклад в систему правосудия Шотландии.

## Биография

### Происхождение и образование
Хейзел Джозефин Аронсон родилась 2 января 1946 года в Глазго, дочь Моисея Арона Аронсона и Юлии Тобиас. Она имеет еврейские корни, и её бабушка и дедушка родом из черты оседлости в Российской Империи. Она получила образование в Школе для девочек города Глазго. Косгроув училась в Школе юриспруденции Университета Глазго и закончила обучение в 1966 году, получив степень бакалавра права (LL.B.), став первым университетским выпускником в своей семье.

### Юридическая карьера
В 1968 году Косгроув поступила на юридический факультет в Университете Глазго. Когда она рассказала другим юристам, среди которых преобладали мужчины, что хочет стать адвокатом, ей сказали, что «судебный барьер — не место для женщины». Она использовала свою девичью фамилию Аронсон до 1996 года.
Косгроув работала постоянным младшим юрисконсультом Министерства торговли с 1977 по 1979 годы. Она была первой женщиной, занявшей должность шерифа Глазго и Страткелвина с 1979 по 1983 год и Лотиана и Бордерса в Эдинбурге с 1983 по 1996 год. Косгроув работала членом Совета по условно-досрочному освобождению Шотландии с 1988 по 1991 год, председателем Комиссии по психическому благополучию с 1991 по 1996 и председателем экспертной группы по преступлениям на сексуальной почве с 1997 по 2001 год.
"Обществу необходимо иметь уверенность в том, что его юридическая система представляет интересы и способна реагировать на потребности и проблемы всех своих граждан. Профессия, не являющаяся истинно представительной для всех граждан, не может вызывать эту уверенность. Я считаю, что увеличение присутствия женщин в данной профессии станет положительным движущим фактором."
В 1992 году Косгроув работала временным судьей Сессионного суда и Высокого суда. После появления вакантного места в 1996 году премьер-министр Джон Мейджор выдвинул её кандидатуру на должность сенатора Коллегии юстиции. 12 июля 1996 года она была назначена сенатором, став первой женщиной судьей в Коллегии правосудия, использовала официальный титул «Леди Косгроув» .
В феврале 2003 года Леди Косгроув была назначена членом Внутренней палаты Сессионного Суда и приведена к присяге в Тайном совете Королевы. В 2004 году получила Орден Британской Империи за выдающиеся заслуги перед системой уголовного правосудия Шотландии, также ей были присуждены почётные степени от ряда учреждений. Леди Косгроув покинула пост сенатора Коллегии юстиции 24 марта 2006 года, вскоре после своего 60-летия.

## Личная жизнь
Сейчас Косгроув живёт в Лондоне со своим мужем Джоном Косгроувом, хирургом-стоматологом. У них двое детей: сын и дочь. У неё есть младшая сестра Даниэль, которая работает адвокатом.

## Рекомендации
1. ↑  Lady Hazel Cosgrove (7 марта 2017). Дата обращения: 4 мая 2022. Архивировано из оригинала 7 марта 2017 года.
2. ↑  Biographies - The Right Hon Lady Cosgrove (9 июля 2011). Дата обращения: 4 мая 2022. Архивировано из оригинала 9 июля 2011 года.
3. ↑  University of Glasgow :: Story :: Biography of Lady Hazel Cosgrove. universitystory.gla.ac.uk. Дата обращения: 11 апреля 2020. Архивировано 28 сентября 2020 года.
4. 1 2  The new she who must be obeyed profile lady cosgrove She is a fervent champion of women furthering their careers, particularly in law, but, Jennifer Cunningham discovers, there is much more to Scotland's first and formidably successful legal Lady (англ.). HeraldScotland. Дата обращения: 4 мая 2022. Архивировано 4 мая 2022 года.